# 외재 이단하 선생 묘
외재 이단하 선생 묘는 대한민국 경기도 양평군 양동면 쌍학리에 있다. 2005년 12월 29일 양평군의 향토유적 제37호로 지정되었다.

## 개요
묘는 정경부인 청주한씨와의 합장묘이다. 상석의 전면에 ‘좌의정이공묘(左議政李公墓)’라고 새겨져 있으며 좌우에는 망주석이 세워져 있다. 문인석은 세워져 있지 않고, 묘의 우측에 위치한 묘비에는 ‘정경부인청주한씨부좌 유명조선좌의정이공묘(貞敬夫人淸州韓氏부左 有明朝鮮左議政李公墓)’라고 음각되어 있다. 이단하(李端夏, 1625~1689)는 조선 중기의 문신으로 이식의 셋째아들이다.

## 같이 보기
- 이단하